# 三鷹市山本有三記念館

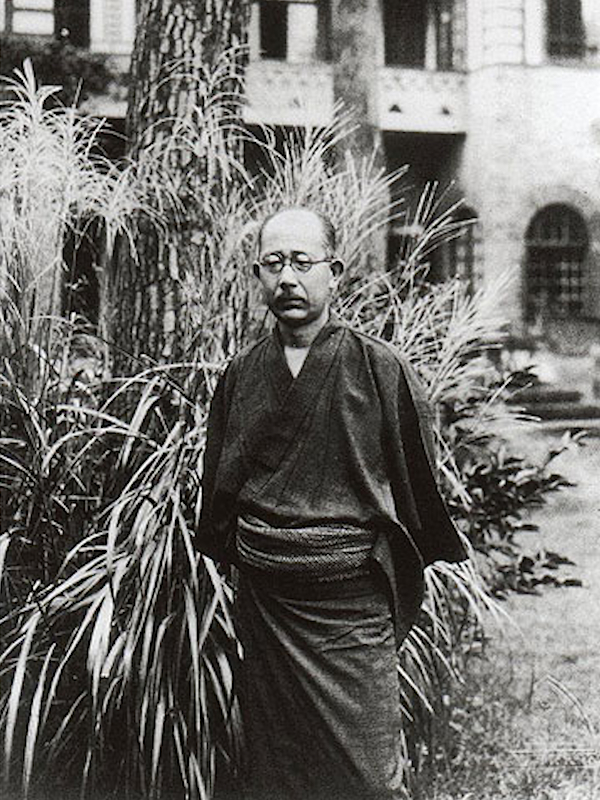
自宅（現・記念館）前に立つ山本有三（1938年撮影）

三鷹市山本有三記念館（みたかし やまもとゆうぞうきねんかん）は、東京都三鷹市下連雀二丁目にある公立博物館。
昭和初期に三鷹にて暮らした作家・山本有三の生涯や作品を紹介したり、展示やイベントを開催したりしている。
なお、同館の建物には、山本が1936年（昭和11年）から1946年（昭和21年）まで、家族とともに居住した大正末期竣工の洋館（三鷹市有形文化財に指定）がそのまま利用されている。

## 概要
1919年（大正8年）には吉祥寺駅ができ、敷地周辺は南井之頭田園住宅として開発され、1923年（大正12年）の関東大震災以降、東京郊外への住宅移転が盛んになり、東京女子大学、成蹊学園、明星学園などの教育施設が周辺にできた。山本有三一家が居住した洋館もその一角にて、当初は商社役員や大学教員を務めた実業家・清田龍之助の住宅として建てられたものである。清田は1918年（大正7年）に土地を購入し、1926年（大正15年）に邸を建てた。その後、清田が1931年（昭和6年）に実業界を退くと、住宅は競売にかけられた。
山本有三はその頃、武蔵野村（現・武蔵野市）の吉祥寺に住んでいたが、家が手狭になったことと、住宅の周囲に家が建て込んできたことから、著述のための静かな環境を探していた。そして、三鷹村（現・三鷹市）下連雀に建つ清田の旧宅を訪れると、そこを気に入り1936年（昭和11年）に購入した。転居後の山本は同宅にて、『路傍の石』、『米百俵』を執筆している。
三鷹の山本邸は、戦時中の5回に渡る空襲による被害を免れたが、戦後の1946年（昭和21年）に進駐軍に接収されたため、山本一家は転居し、その後同宅に戻ることはなかった。1951年（昭和26年）12月に進駐軍の接収が解除された後は、1953年（昭和28年）3月まで国立国語研究所三鷹分室が置かれた。1956年（昭和31年）9月に山本が敷地と建物を東京都に寄贈した後は、1958年（昭和33年）1月より東京都立教育研究所三鷹分室「有三青少年文庫」として長期間使用された。1985年（昭和60年）に三鷹市に移管され、1996年（平成8年）から「三鷹市山本有三記念館」として使われている。
大正末期の建造から90年を超え老朽化が進んでいることから、2017年夏から2018年3月にかけて、指定有形文化財として保存活用を図っていくための改修工事が三鷹市により行われた。2018年（平成30年）2月10日、改修工事の費用の一部を賄う目的でクラウドファンディングが実施された。目標公募額は300万円で、期限の2月末前に目標額を突破した。寄附の内訳は市民51人、その他27人、ふるさと納税の対象で、寄付者には年間パスポートやオリジナルグッズなどを贈る。
2018年4月1日、改修工事が終わり、リニューアルオープンした。

## 建物
大正末期に建てられた洋風の住宅で、当時流行していたフランスの建築家・フランク・ロイド・ライトに影響された意匠が取り入れられ、様々な建築様式が融合している。個性的な意匠を施された3つの暖炉や、自然風に大谷石が積み上げられた煙突が見所である。希少な建築物として、1994年（平成6年）に三鷹市有形文化財に指定された。建物の南側には有三記念公園があり、四季折々の緑と花を見る事ができる。

### 建築概要
- 所在地 - 東京都三鷹市下連雀二丁目12番27号
- 竣工年 - 1926年（大正15年）12月
- 敷地面積 - 3，864.88m2
- 建物構造

建物延床面積 - 415m2
木造、一部鉄筋コンクリート造、地上2階、一部地下1階及び2階建、屋根裏部屋付
- 建築設計 - 不明
- 建築施工 - 不明
- 所有者 - 三鷹市
- 文化財 - 三鷹市有形文化財、1994年（平成6年）指定
- 保存修理 - 1994年（平成6年）

## 保存
武蔵野の玉川上水に沿った敷地の入口脇には、山本有三が路傍で見つけた石が置かれ、そこから玄関に向かうと、大谷石を積み上げた暖炉の煙突が目立つ大正末期の洋風住宅が見える。この大谷石は暖炉の壁だけではなく、建物の足元にも張り巡らされているが、風化が進行したことから補修され樹脂コーティングされている。建物内部は、山本邸として使用されていた間取りが保存され、常設展示と企画展示に利用されている。2階の山本が書斎として使用されていた和室が、数奇屋風の和室へと復元されている。

## ギャラリー
- 南側外観（2015年5月撮影）
- 食堂と応接間（2015年5月撮影）
- 応接間の暖炉（2015年5月撮影）
- 食堂の暖炉（2015年5月撮影）
- 階段室（2015年5月撮影）
- 2階の和室の書斎（2015年5月撮影）

## 開館状況
- 休館日 - 月曜日、年末年始（12月29日 - 1月4日）

月曜日が休日の場合は開館し、翌日と翌々日が休館
- 開館時間 - 午前9時30分 - 午後5時
- 入館料 - 300円（20名以上の団体200円）

中学生以下、障害者手帳を持参の方と介護者、校外学習の高校生以下と引率教諭は無料
- 写真撮影 - 内外とも可、但し、フラッシュ撮影と動画撮影は不可

## 交通
鉄道
- JR中央線 - 三鷹駅南口より徒歩12分、吉祥寺駅南口（公園口）より徒歩20分
- 京王井の頭線 - 吉祥寺駅南口（公園口）より徒歩20分

バス
- 小田急バス、京王バス - 「万助橋」停留所より徒歩5分